# Cryptobranchidae
Famille
Les Cryptobranchidae sont une famille d'urodèles. Elle a été créée par Leopold Fitzinger (1802-1884) en 1826.

## Répartition
Les espèces de ses deux genres se rencontrent dans le Centre de la Chine, au Japon, dans l'est des États-Unis et dans le sud-est du Canada.

## Liste des genres
Selon Amphibian Species of the World (20 février 2014) :
- Andrias Tschudi, 1837
- Cryptobranchus Leuckart, 1821

et les genres fossiles :
- † Chunerpeton Gao & Shubin, 2003, souvent considéré comme un cryptobranchoïde basal[4],[5].
- † Pangerpeton Wang & Evans, 2006, considéré comme un salamandroïde par Y.-F. Rong en 2018[6].

## Publication originale
- (de) Fitzinger, 1826 : Neue classification der reptilien nach ihren natürlichen verwandtschaften. Nebst einer verwandtschafts-tafel und einem verzeichnisse der reptilien-sammlung des K. K. zoologischen museum's zu Wien, p. 1-67 (texte intégral).